# Ontario Cemetery
Ontario Cemetery is een Britse militaire begraafplaats met gesneuvelden uit de Eerste Wereldoorlog, gelegen in het Franse dorp Sains-lès-Marquion (Pas-de-Calais). De begraafplaats werd ontworpen door Edwin Lutyens en ligt langs de Rue d'Inchy op 1.300 m ten zuiden van het dorpscentrum (Église Sainte Saturnine). Ze heeft een oppervlakte van 949 m² en is omgeven door een natuurstenen muur. De toegang bevindt zich in de noordelijke hoek en heeft een halfronde vorm met twee open doorgangen tussen drie natuurstenen bloembaken. Het Cross of Sacrifice staat achteraan dicht tegen de noordwestelijke muur. Daar staan ook twee schuilgebouwtjes. De begraafplaats wordt onderhouden door de Commonwealth War Graves Commission.
Er liggen 341 doden begraven, waaronder 84 niet geïdentificeerde.

## Geschiedenis
Na de verovering van het dorp door eenheden van de Canadian Division op 27 september 1918 werd de begraafplaats aangelegd om hun gesneuvelden te begraven. Toen bevatte de begraafplaats 144 Canadese graven, hoofdzakelijk van het 2e, 3e en 4e bataljon, die opgericht werden in Ontario. Er lagen ook 10 graven van Britse soldaten van de Royal Naval Division. Na de wapenstilstand werd de begraafplaats uitgebreid met graven die afkomstig waren uit het omliggende slagveld maar hoofdzakelijk uit de nabijgelegen Duitse begraafplaatsen waar vele overleden krijgsgevangenen door hen begraven waren. Deze Duitse begraafplaatsen waren: Aubencheul-au-Bac German Cemetery in Aubencheul-au-Bac, Bantigny Communal Cemetery en de Duitse uitbreiding in Bantigny, Epinoy German Cemetery in Épinoy, Flesquieres Communal Cemetery German Extension en Flesquieres German Cemetery No.2 in Flesquières, Graincourt-les-Havrincourt Communal Cemetery German Extension in Graincourt-lès-Havrincourt, Inchy-en-Artois Churchyard in Inchy-en-Artois, Longavesnes German Cemetery in Longavesnes, Oisy-le-Verger German Cemetery in Oisy-le-Verger, Palluel Communal Cemetery German Extension in Palluel en Sauchy-Lestree Communal Cemetery German Extension in Sauchy-Lestrée.
Er liggen nu 186 Britten (waaronder 80 niet geïdentificeerde), 145 Canadezen (waaronder 3 niet geïdentificeerde), 9 Australiërs en 1 Nieuw-Zeelander begraven. Vijf Britten en één Canadees worden herdacht met een Duhallow Block. omdat hun graven die oorspronkelijk in een andere begraafplaats lagen niet meer teruggevonden werden.

## Graven

### Onderscheiden militairen
- Charles James Townshend Stewart, luitenant-kolonel bij de Princess Patricia's Canadian Light Infantry (Eastern Ontario Regiment) werd tweemaal onderscheiden met de Distinguished Service Order (DSO and Bar). Hij werd ook vereerd met het Croix de guerre.
- William James Gordon Burns, majoor bij de Canadian Field Artillery werd onderscheiden met de Distinguished Service Order (DSO).
- luitenant R.B. LLoyd en soldaat C.F. Labeau, allebei van de Canadian Infantry werden onderscheiden met de Distinguished Conduct Medal (DCM).
- de kapiteins Eric Radford Maxwell Davis, Leonard Harry Horncastle en Charlie Stuart Martin; de luitenants Clarence Kells Flint en Alan Ostler werden onderscheiden met het Military Cross (MC). Kapitein David Frederick Jack Toole ontving tweemaal het Military Cross (MC and Bar) en luitenant Svienbjorn Loptston ontving het Military Cross en de Military Medal (MC, MM).
- er zijn nog 14 andere militairen die de Military Medal (MM) ontvingen.

### Minderjarige militairen
- S.H. Chickegian, soldaat bij de Canadian Infantry was slechts 15 jaar oud toen hij op 2 september 1918 sneuvelde.
- Cyril Hemming, soldaat bij de Royal Welsh Fusiliers en Frederick John Robinson, soldaat bij de Canadian Infantry waren 17 jaar oud toen ze sneuvelden.

### Aliassen
- sergeant Francis Charles Carlyle diende onder het alias James Anderson bij de Canadian Infantry. Hij is drager van de Military Medal (MM).
- soldaat Emile Landreville diende onder het alias Frank Roberts bij de Canadian Infantry. Hij is drager van de Military Medal (MM).